# Родопски конгрес на ВМОРО
Родопският конгрес е конгрес на V Ахъчелебийско-Скечански революционен район на Одринския революционен окръг на Вътрешната македоно-одринска революционна организация, проведен на 5 и 6 юли 1903 година в местността Свети Дух над село Карлуково.

### Провеждане на конгреса
Конгресът следва Конгреса на Петрова нива, взел решение за обособяване на V район и разделянето му на три участъка. Родопският конгрес обсъжда решенията взети на Петрова нива и докладвани от Христо Караманджуков - единственият представител от Родопите, който участва на конгреса на Петрова нива. Обсъжда се подготовката и тактиката на предстоящото въстание, утвърждава се структурата на района, и се формират общо пет бойни участъка. Конгресът избира военно ръководство, Боево тяло - тъй като Главното боево тяло на окръга е разположено далеч. Председател на Боевото тяло е Пею Шишманов, секретар Никола Данаилов и член Христо Караманджуков. Съобразно етническата структура на местното население, военната подготовка и липсата на оръжие конгресът решава въстанието в V революционен район да се ограничи главно с провеждане на саботажни акции.
Определени са териториите на участъците, войводите, подвойводите, секретарите, знаменосците:
- Първи участък (Карлуково, Петково, Давудево) - Пею Шишманов, Вълко Шишманов, Никола Шишманов и Стефан Чакъров

- Втори участък (Горно Дерекьой, Долно Дерекьой, Левочево) - Андон Дечев и Аргир Мумджиев

- Трети участък (Устово, Райково, Пашмакли, Хасовица, Писаница, Бостина, Дунево) - Никола Гюмюшев, Бечо Даракчиев и Коста Николов

- Четвърти участък (Чокманово, Аламидере, Фатово, Габрово, Доганово, Пещера) - Запрян Начев

- Пети участък (Арда, Турян, Кремене) - Георги Гешанов

Избрана е и околийска чета с войвода Пею Шишманов и подвойвода и знаменосец Никола Шишманов.

### Изпълнение на решенията и последици
В края на юли и началото на август 1903 година четите се отправят към изходния пункт – местността Кралюв камък, близо до село Чокманово, откъдето всяка поема към района си, за да провери състоянието на комитетите. 
При избухването на Илинденско-Преображенското въстание в началото на август 1903 година, четата на Пею Шишманов атакува митницата в Каракулас. По това време от властите е открит динамит, поставен от Недялко Килев от четата на Марин Чолаков на железопътната линия между Гюмюрджина и Демирбейли.
На 18 август избухва адска машина на железопътната линия Дедеагач-Гюмюрджина. Експлозията става, след като влакът е отминал, но линията е разрушена и движението спряно за дълго време. Атентатът е извършен от Неделчо Килев между селата Чобанкьой и Кьосемеджит. Всички други опити, като този на Тане Николов и другия на Коста Нунков да се организира минирането на същата и други жп линии, не са сполучливи. След атентата на 18 август 1903 година, избухва Чобанкьойската афера. Турските военни власти предприемат усилени претърсвания в близките български села, а арестуваните 33-ма души са изпратени в Одрин за съдене от военен съд. Четирима от тях са осъдени на смърт чрез обесване, а на останалите е определена присъда от 15 години заточение. Мнозина дейци се спасяват с бягство в България. Това създава напрежение сред турските власти и във всички по-големи селища са концентрирани допълнителни войсковите части. Общият брой на турския аскер с подкрепленията в Ахъчелебийско достига около 10 000 души.